# كليمنس كروس
كليمنس كروس (بالألمانية: Clemens Krauss )‏ (و. 1893 – 1954 م) هو موزع (موسيقى)، وملحن، وواضع كلمات الأوبرا، وأستاذ جامعي، وكاتب، ومخرج موسيقي نمساوي، ولد في فيينا، توفي في مدينة مكسيكو، عن عمر يناهز 61 عاماً.

## التعليم
تعلم في جامعة الموسيقى والفنون التعبيرية في فيينا.

## جوائز
حصل على جوائز منها:
- Ring of Honour of the City of Vienna [الإنجليزية]‏.

## وصلات خارجية
- كليمنس كروس على موقع IMDb (الإنجليزية)
- كليمنس كروس على موقع مونزينجر (الألمانية)
- كليمنس كروس على موقع ميوزك برينز (الإنجليزية)
- كليمنس كروس على موقع أول ميوزيك (الإنجليزية)
- كليمنس كروس على موقع ديسكوغز (الإنجليزية)